# Morti nel 2018/Gennaio
| Questa pagina contiene informazioni ricavate automaticamente dalle voci biografiche con l'ausilio del template Bio e di un bot. L'aggiornamento è periodico e automatico e ricostruisce completamente la pagina. Se manca una persona in questa lista, sei pregato di non aggiungerla, ma accertati piuttosto che la sua voce biografica contenga il template Bio e che i dati anagrafici siano correttamente compilati. Se il template Bio manca, inseriscilo tu stesso o, in alternativa, metti l'avviso {{tmp\|Bio}} che ne segnala la mancanza. Se i dati riportati sono sbagliati, correggi direttamente la voce biografica; le modifiche saranno visibili in questa lista entro pochi giorni. Per chiarimenti vedi il progetto biografie. La lista contiene solo le 223 persone che sono citate nell'enciclopedia e per le quali è stato implementato correttamente il template Bio. Pagina aggiornata al 10 ago 2025. |

- 1º gennaio - Gert Brauer, calciatore tedesco orientale (n. 1955)
- 1º gennaio - Bruno Brighetti, paroliere e musicista italiano (n. 1926)
- 1º gennaio - Fernando Cerulli, attore italiano (n. 1926)
- 1º gennaio - Peter Evans, musicologo britannico (n. 1929)
- 1º gennaio - Matti Köli, cestista finlandese (n. 1930)
- 1º gennaio - Albino Longhi, giornalista italiano (n. 1929)
- 1º gennaio - Hannu Rantakari, ginnasta finlandese (n. 1939)
- 1º gennaio - Mauro Staccioli, scultore italiano (n. 1937)
- 2 gennaio - Frank Buxton, regista e sceneggiatore statunitense (n. 1930)
- 2 gennaio - Alan Deakin, calciatore inglese (n. 1941)
- 2 gennaio - Giovanni Di Clemente, produttore cinematografico italiano (n. 1948)
- 2 gennaio - Eugène Gerards, allenatore di calcio, dirigente sportivo e calciatore olandese (n. 1940)
- 2 gennaio - Ferdinando Imposimato, magistrato, politico e avvocato italiano (n. 1936)
- 2 gennaio - Jacques Lassalle, regista teatrale francese (n. 1936)
- 2 gennaio - Thomas S. Monson, predicatore e religioso statunitense (n. 1927)
- 2 gennaio - Michael Pfeiffer, allenatore di calcio e calciatore tedesco (n. 1925)
- 3 gennaio - Aharon Appelfeld, scrittore e superstite dell'Olocausto israeliano (n. 1932)
- 3 gennaio - Luigi Alberto Bianchi, violista e violinista italiano (n. 1945)
- 3 gennaio - Cesare Gigli, regista televisivo e paroliere italiano (n. 1941)
- 3 gennaio - Heriberto Hermes, vescovo cattolico statunitense (n. 1933)
- 3 gennaio - Mauricio Johnson, cestista e allenatore di pallacanestro venezuelano (n. 1935)
- 3 gennaio - Francis George Adeodatus Micallef, vescovo cattolico e missionario maltese (n. 1928)
- 3 gennaio - Quinto Parmeggiani, attore italiano (n. 1926)
- 3 gennaio - Giancarlo Pirandola, arbitro di calcio italiano (n. 1943)
- 3 gennaio - Serafino Sprovieri, arcivescovo cattolico italiano (n. 1930)
- 3 gennaio - Medeniýet Şahberdiýewa, soprano turkmeno (n. 1930)
- 4 gennaio - Johannes Brost, attore svedese (n. 1946)
- 4 gennaio - Brendan Byrne, politico statunitense (n. 1924)
- 4 gennaio - Joaquín Cortizo, calciatore spagnolo (n. 1932)
- 4 gennaio - Zbigniew Jedliński, cestista polacco (n. 1948)
- 4 gennaio - Philipp Jenninger, politico tedesco (n. 1932)
- 4 gennaio - Jean Lanher, linguista francese (n. 1924)
- 4 gennaio - Bob Norris, cestista britannico (n. 1924)
- 4 gennaio - Daniele Porcu, fantino italiano (n. 1983)
- 4 gennaio - Raymond Robinson, pistard sudafricano (n. 1929)
- 4 gennaio - Franca Ronchetti, cestista italiana (n. 1929)
- 4 gennaio - Ray Thomas, flautista e cantante britannico (n. 1941)
- 5 gennaio - Antonio Angelillo, calciatore e allenatore di calcio argentino (n. 1937)
- 5 gennaio - Thomas Bopp, astronomo statunitense (n. 1949)
- 5 gennaio - Bruno Foucart, storico dell'arte francese (n. 1938)
- 5 gennaio - Carlo Pedretti, storico dell'arte italiano (n. 1928)
- 5 gennaio - Marina Ripa di Meana, personaggio televisivo, stilista e scrittrice italiana (n. 1941)
- 5 gennaio - Jerry Van Dyke, attore statunitense (n. 1931)
- 5 gennaio - John Watts Young, astronauta statunitense (n. 1930)
- 5 gennaio - Karin von Aroldingen, ballerina tedesca (n. 1941)
- 6 gennaio - Horace Ashenfelter, siepista e mezzofondista statunitense (n. 1923)
- 6 gennaio - Corrado Beguinot, ingegnere e urbanista italiano (n. 1924)
- 6 gennaio - Marjorie Holt, politica e avvocata statunitense (n. 1920)
- 6 gennaio - Lino Lai, politico e avvocato italiano (n. 1920)
- 6 gennaio - Giose Rimanelli, poeta e saggista statunitense (n. 1925)
- 6 gennaio - Nigel Sims, calciatore inglese (n. 1931)
- 6 gennaio - Dave Toschi, poliziotto statunitense (n. 1931)
- 6 gennaio - Chris Tsangarides, produttore discografico britannico (n. 1956)
- 7 gennaio - Ercole Contu, archeologo italiano (n. 1924)
- 7 gennaio - France Gall, cantante francese (n. 1947)
- 7 gennaio - Anna Mae Hays, generale statunitense (n. 1920)
- 7 gennaio - Don Sullivan, attore, cantante e compositore statunitense (n. 1929)
- 7 gennaio - Peter Sutherland, politico e dirigente d'azienda irlandese (n. 1946)
- 8 gennaio - Hans Aabech, calciatore danese (n. 1948)
- 8 gennaio - Denise LaSalle, cantante statunitense (n. 1934)
- 8 gennaio - Massimo Maria Berruti, politico e militare italiano (n. 1949)
- 8 gennaio - Vittorio Fagone, critico d'arte italiano (n. 1933)
- 8 gennaio - Franco Gallarotti, politico italiano (n. 1924)
- 8 gennaio - Juan Carlos García Barahona, calciatore honduregno (n. 1988)
- 8 gennaio - Antonio Munguía, calciatore messicano (n. 1942)
- 8 gennaio - Donnelly Rhodes, attore canadese (n. 1937)
- 8 gennaio - George Maxwell Richards, politico e ingegnere trinidadiano (n. 1931)
- 9 gennaio - Neave Brown, architetto e artista britannico (n. 1929)
- 9 gennaio - Theodore V. Buttrey Jr., educatore, numismatico e storico statunitense (n. 1929)
- 9 gennaio - Michele Del Grosso, regista teatrale, drammaturgo e impresario teatrale italiano (n. 1940)
- 9 gennaio - Giovanni Girgenti, pugile italiano (n. 1942)
- 9 gennaio - Nicky Hoffmann, calciatore lussemburghese (n. 1940)
- 9 gennaio - Odvar Nordli, politico norvegese (n. 1927)
- 9 gennaio - Novello Novelli, attore e impresario teatrale italiano (n. 1930)
- 9 gennaio - Mario Perniola, filosofo e scrittore italiano (n. 1941)
- 9 gennaio - Ted Phillips, calciatore inglese (n. 1933)
- 9 gennaio - Aleksandr Vedernikov, basso sovietico (n. 1927)
- 10 gennaio - Angus Miller Farquharson, filantropo britannico (n. 1935)
- 10 gennaio - Étienne Bally, velocista francese (n. 1923)
- 10 gennaio - Camillo Brero, poeta e scrittore italiano (n. 1926)
- 10 gennaio - Eddie Clarke, chitarrista britannico (n. 1950)
- 10 gennaio - Tommy Lawrence, calciatore scozzese (n. 1940)
- 10 gennaio - Carlo Tommasi, scenografo italiano (n. 1937)
- 10 gennaio - Gordon Wills, calciatore inglese (n. 1934)
- 11 gennaio - Gene Cole, velocista statunitense (n. 1928)
- 11 gennaio - Ruy Alexandre Faria, cantante, chitarrista e avvocato brasiliano (n. 1937)
- 11 gennaio - Pierre Grillet, calciatore francese (n. 1932)
- 11 gennaio - Giuseppe Secchi, calciatore italiano (n. 1931)
- 11 gennaio - Misato Toda, storica giapponese (n. 1933)
- 12 gennaio - Silvio Bertoldi, giornalista e saggista italiano (n. 1920)
- 12 gennaio - Françoise Dorin, drammaturga, scrittrice e paroliera francese (n. 1928)
- 12 gennaio - Bella Emberg, attrice britannica (n. 1937)
- 12 gennaio - Pierre Pincemaille, musicista e organista francese (n. 1956)
- 12 gennaio - Heinrich von Stietencron, indologo e epigrafista tedesco (n. 1933)
- 13 gennaio - Fabrizio Castagnetti, generale italiano (n. 1945)
- 13 gennaio - Adriana Giorda, pittrice italiana (n. 1942)
- 13 gennaio - Doug Harvey, arbitro di baseball statunitense (n. 1930)
- 13 gennaio - Mohammed Hazzaz, calciatore marocchino (n. 1945)
- 13 gennaio - Jean Porter, attrice statunitense (n. 1922)
- 13 gennaio - Aristeidīs Roumpanīs, cestista e giavellottista greco (n. 1932)
- 13 gennaio - Walter Schuster, sciatore alpino austriaco (n. 1929)
- 14 gennaio - Giovanni Goria, gastronomo italiano (n. 1929)
- 14 gennaio - Dan Gurney, pilota automobilistico statunitense (n. 1931)
- 14 gennaio - George Haines, cestista statunitense (n. 1921)
- 14 gennaio - Mario Martinez, sollevatore statunitense (n. 1957)
- 14 gennaio - Cyrille Regis, calciatore francese (n. 1958)
- 14 gennaio - Hugh Wilson, sceneggiatore e regista statunitense (n. 1943)
- 15 gennaio - Carl Emil Christiansen, calciatore danese (n. 1937)
- 15 gennaio - Pier Luigi Corbari, dirigente sportivo italiano (n. 1946)
- 15 gennaio - Carlo Dimai, bobbista italiano (n. 1935)
- 15 gennaio - Joachim Gnilka, teologo e biblista tedesco (n. 1928)
- 15 gennaio - Edwin Hawkins, pianista, compositore e direttore di coro statunitense (n. 1943)
- 15 gennaio - Mathilde Krim, biologa e filantropa statunitense (n. 1926)
- 15 gennaio - Karl-Heinz Kunde, ciclista su strada tedesco (n. 1938)
- 15 gennaio - Dolores O'Riordan, cantautrice e musicista irlandese (n. 1971)
- 15 gennaio - Ökrös Oszkár, musicista ungherese (n. 1957)
- 15 gennaio - Terje Skarsfjord, allenatore di calcio norvegese (n. 1942)
- 16 gennaio - Bradford Dillman, attore statunitense (n. 1930)
- 16 gennaio - Rubén Oswaldo Díaz, calciatore e allenatore di calcio argentino (n. 1946)
- 16 gennaio - Dave Holland, batterista britannico (n. 1948)
- 16 gennaio - Madalena Iglésias, cantante e attrice portoghese (n. 1939)
- 16 gennaio - Oliver Ivanović, politico serbo (n. 1953)
- 16 gennaio - Willi Melliger, cavaliere svizzero (n. 1953)
- 16 gennaio - George Oelkers, cestista canadese (n. 1928)
- 16 gennaio - Bernardino Ragni, zoologo e biologo italiano (n. 1946)
- 16 gennaio - Giampaolo Talani, pittore e scultore italiano (n. 1955)
- 16 gennaio - Jo Jo White, cestista e allenatore di pallacanestro statunitense (n. 1946)
- 17 gennaio - Alberto Duvina, calciatore italiano (n. 1938)
- 17 gennaio - Augusto Polo Campos, compositore peruviano (n. 1932)
- 17 gennaio - Simon Shelton, attore britannico (n. 1966)
- 17 gennaio - Valentino Vago, pittore italiano (n. 1931)
- 18 gennaio - John Barton, regista teatrale inglese (n. 1928)
- 18 gennaio - Michele Gesualdi, politico, sindacalista e scrittore italiano (n. 1943)
- 18 gennaio - Clara Marangoni, ginnasta italiana (n. 1915)
- 18 gennaio - Peter Mayle, scrittore britannico (n. 1939)
- 18 gennaio - Albino Varotti, francescano, musicista e compositore italiano (n. 1925)
- 19 gennaio - Dina Boldrini, cantante e cantastorie italiana (n. 1929)
- 19 gennaio - Allison Shearmur, produttrice cinematografica statunitense (n. 1963)
- 19 gennaio - Olivia Cole, attrice statunitense (n. 1942)
- 19 gennaio - Maurice Couture, arcivescovo cattolico canadese (n. 1926)
- 19 gennaio - Anna Campori, attrice italiana (n. 1917)
- 19 gennaio - Will Frazier, cestista statunitense (n. 1942)
- 19 gennaio - Dorothy Malone, attrice statunitense (n. 1924)
- 19 gennaio - Thaddeus Peplowski, vescovo vetero-cattolico statunitense (n. 1936)
- 19 gennaio - Fredo Santana, rapper statunitense (n. 1990)
- 19 gennaio - Greg Stewart, cestista statunitense (n. 1960)
- 20 gennaio - Henriette Bichonnier, scrittrice, giornalista e fumettista francese (n. 1943)
- 20 gennaio - Paul Bocuse, cuoco e gastronomo francese (n. 1926)
- 20 gennaio - John Coleman, giornalista e meteorologo statunitense (n. 1934)
- 20 gennaio - Antonius Jan Glazemaker, arcivescovo vetero-cattolico olandese (n. 1931)
- 20 gennaio - Sylvester Carmel Magro, vescovo cattolico maltese (n. 1941)
- 21 gennaio - Gianni Bongioanni, regista e sceneggiatore italiano (n. 1921)
- 21 gennaio - Chartchai Chionoi, pugile thailandese (n. 1942)
- 21 gennaio - Giulietta Fibbi, politica, sindacalista e partigiana italiana (n. 1920)
- 21 gennaio - Arialdo Giobbi, cestista svizzero (n. 1923)
- 21 gennaio - Philippe Gondet, calciatore francese (n. 1942)
- 21 gennaio - Tsukasa Hosaka, calciatore e allenatore di calcio giapponese (n. 1937)
- 21 gennaio - Jim Johannson, hockeista su ghiaccio, dirigente sportivo e allenatore di hockey su ghiaccio statunitense (n. 1964)
- 21 gennaio - Pasquale Panico, politico e sindacalista italiano (n. 1926)
- 21 gennaio - Connie Sawyer, attrice statunitense (n. 1912)
- 22 gennaio - Jimmy Armfield, calciatore e allenatore di calcio inglese (n. 1935)
- 22 gennaio - Reinier Kreijermaat, calciatore olandese (n. 1935)
- 22 gennaio - Ursula K. Le Guin, scrittrice e glottoteta statunitense (n. 1929)
- 23 gennaio - Choe Tae-gon, cestista e allenatore di pallacanestro sudcoreano (n. 1932)
- 23 gennaio - Hugh Masekela, musicista, cantante e trombettista sudafricano (n. 1939)
- 23 gennaio - Nicanor Parra, poeta, matematico e fisico cileno (n. 1914)
- 23 gennaio - Giuseppe Sgarbi, farmacista e scrittore italiano (n. 1921)
- 23 gennaio - Lari White, cantautrice, produttrice discografica e attrice statunitense (n. 1965)
- 24 gennaio - Gérard Genot, critico letterario e traduttore francese (n. 1937)
- 24 gennaio - Jack Ketchum, scrittore statunitense (n. 1946)
- 24 gennaio - Rosetta Noli, soprano italiano (n. 1922)
- 24 gennaio - Mark E. Smith, cantante britannico (n. 1957)
- 25 gennaio - Claribel Alegría, poetessa, giornalista e scrittrice nicaraguense (n. 1924)
- 25 gennaio - Daniel Mark Buechlein, arcivescovo cattolico statunitense (n. 1938)
- 25 gennaio - Neagu Djuvara, storico, scrittore e filosofo rumeno (n. 1916)
- 25 gennaio - Néstor Osvaldo Gómez, giocatore di biliardo argentino (n. 1941)
- 25 gennaio - Sven Hamrin, ciclista su strada svedese (n. 1941)
- 25 gennaio - Hari Pal Kaushik, hockeista su prato indiano (n. 1934)
- 25 gennaio - Francesco Malighetti, calciatore italiano (n. 1930)
- 25 gennaio - John Morris, compositore statunitense (n. 1926)
- 25 gennaio - Ljudmila Senčina, cantante e attrice russa (n. 1950)
- 25 gennaio - Edoardo Succhielli, partigiano italiano (n. 1919)
- 25 gennaio - Giuseppe Vitucci, lottatore italiano (n. 1950)
- 26 gennaio - Solange Berry, cantante belga (n. 1932)
- 26 gennaio - Elizabeth Hawley, giornalista e scrittrice statunitense (n. 1923)
- 26 gennaio - Hiromu Nonaka, politico giapponese (n. 1925)
- 27 gennaio - Jerry Butler, attore pornografico statunitense (n. 1959)
- 27 gennaio - Ingvar Kamprad, imprenditore svedese (n. 1926)
- 27 gennaio - Robert McCormick Adams, archeologo e antropologo statunitense (n. 1926)
- 27 gennaio - Göran Nicklasson, calciatore svedese (n. 1942)
- 27 gennaio - Uta Poreceanu, ginnasta rumena (n. 1936)
- 27 gennaio - Mort Walker, fumettista statunitense (n. 1923)
- 27 gennaio - David Zard, produttore discografico, produttore teatrale e impresario teatrale italiano (n. 1943)
- 28 gennaio - Nicolò Bozzo, generale italiano (n. 1934)
- 28 gennaio - Tomasz Mackiewicz, alpinista polacco (n. 1975)
- 28 gennaio - Ettore Peretti, politico italiano (n. 1958)
- 28 gennaio - Gene Sharp, filosofo, politologo e saggista statunitense (n. 1928)
- 29 gennaio - Franco Baribbi, imprenditore e dirigente sportivo italiano (n. 1942)
- 29 gennaio - Ion Ciubuc, politico moldavo (n. 1943)
- 29 gennaio - Vic Keeble, calciatore inglese (n. 1930)
- 29 gennaio - Francisco Núñez Olivera, supercentenario spagnolo (n. 1904)
- 29 gennaio - Stewart Sutherland, filosofo scozzese (n. 1941)
- 30 gennaio - Romano Cagnoni, fotografo italiano (n. 1935)
- 30 gennaio - Carlo Enrici, attore italiano (n. 1924)
- 30 gennaio - Andreas Gruschke, scrittore, fotografo e giornalista tedesco (n. 1960)
- 30 gennaio - Antonio Infantino, cantautore e poeta italiano (n. 1944)
- 30 gennaio - Jim Riffey, cestista e allenatore di pallacanestro statunitense (n. 1923)
- 30 gennaio - Joaquín Rojas, cestista filippino (n. 1938)
- 30 gennaio - Mark Salling, attore, musicista e cantante statunitense (n. 1982)
- 30 gennaio - Rolf Schafstall, allenatore di calcio e calciatore tedesco (n. 1937)
- 30 gennaio - Clyde Scott, ostacolista e giocatore di football americano statunitense (n. 1924)
- 30 gennaio - Azeglio Vicini, calciatore e allenatore di calcio italiano (n. 1933)
- 30 gennaio - Louis Zorich, attore statunitense (n. 1924)
- 31 gennaio - Tito Amodei, scultore, pittore e critico d'arte italiano (n. 1926)
- 31 gennaio - Rasual Butler, cestista statunitense (n. 1979)
- 31 gennaio - Hristo Cvetkov, cestista bulgaro (n. 1934)
- 31 gennaio - Ann Gillis, attrice statunitense (n. 1927)
- 31 gennaio - Haim Gouri, poeta, scrittore e regista israeliano (n. 1923)
- 31 gennaio - Hennie Hollink, allenatore di calcio, calciatore e dirigente sportivo olandese (n. 1932)
- 31 gennaio - Alf Humphreys, attore canadese (n. 1953)
- 31 gennaio - Leonid Kostjantynovyč Kadenjuk, cosmonauta ucraino (n. 1951)
- 31 gennaio - Yvonne Viseux, modella francese (n. 1927)
- 31 gennaio - Gérard Welter, progettista, ingegnere e dirigente sportivo francese (n. 1942)